# داستين بويد
داستين بويد هو لاعب هوكي الجليد كندي وكازاخستاني، ولد في 16 يوليو 1986 في وينيبيغ في كندا.

## وصلات خارجية
- داستين بويد على موقع دوري الهوكي الوطني (الإنجليزية)
- داستين بويد على موقع قاعة مشاهير الهوكي (لاعب أن.إتش.أل) (الإنجليزية)
- داستين بويد على موقع دوري الهوكي للقارات (الإنجليزية)
- داستين بويد على موقع EliteProspects.com (الإنجليزية)
- داستين بويد على موقع HockeyDB.com (الإنجليزية)
- داستين بويد على موقع Hockey-Reference.com (الإنجليزية)